# Грб Никарагве
Грб Никарагве је званични хералдички симбол северноамеричке државе Република Никарагва. Грб је прихваћен 21. августа 1823. као грб Централне Америке, а у данашњем облику се примењује од 1971. године.

## Симболика
Састоји се од троугла, симбола једнакости, којег окружује натпис Republica de Nicaragua - America Central ("Република Никарагва - Централна Америка"). У троглу су пет вулкана, који симболизују пет земаља Централне Америке, дуга као симбол мира и фригијска капа као симбол слободе. Вулкани деле два мора на којима лежи Никарагва, Карипско море и Тихи океан.
Исти мотив се види и на застави Никарагве.